# Turre (kommun)
Turre är en kommun i Spanien.   Den ligger i provinsen Provincia de Almería och regionen Andalusien, i den sydöstra delen av landet, 400 km söder om huvudstaden Madrid. Antalet invånare är 3 929.